# Agatha Christie: Evil Under the Sun
Agatha Christie: Evil Under the Sun är ett datorspel av AWE Productions som släpptes till Windows och Nintendo Wii, och är den tredje delen i The Adventure Companys Agatha Christie-serie baserad på Agatha Christies roman Evil Under the Sun från 1941. Windows-versionen släpptes 2007 och Wii-versionen ett år senare.
Evil Under the Sun har Hercule Poirot som huvudperson,  till skillnad från det tidigare spelet i serien, Agatha Christie: Murder on the Orient Express, som hade Poirot som en icke-spelbar figur. Det har också många förbättringar och utökade spelelement, med ett nytt inventeringssystem, dialogval och fler miljöer. Medan spelare tar rollen som Poirot, spelar de faktiskt som kapten Hastings som spelar Poirot, i ett interaktivt scenario designat av Poirot för att ge sin långvariga vän en chans att lösa mysteriet på det sätt som Poirot skulle ha gjort.

## Spelupplägg och teknik
The Evil Under the Sun är ett peka-och-klicka-äventyr i 2,5D. Tredimensionella figurer som består av polygoner agerar framför förrenderade bakgrunder. Med markören kan spelaren flytta sin karaktär genom platserna och använda musknapparna för att initiera åtgärder som gör att spelkaraktären kan interagera med sin omgivning. Poirot kan hitta föremål, tillämpa dem på miljön eller andra föremål och kommunicera med icke-spelbara figurer. Allt eftersom handlingen fortskrider låses fler platser upp. Platserna är förrenderade stillbilder. Kommunikationen med de icke-spelbara figurerna sker via flervalsmenyer.

## Handling
Spelet börjar 1940 under andra världskriget på Poirots detektivbyrå i London, som berättar för sin vän Arthur Hastings om detta fall. Hercule Poirot är på semester på Seadrift Iceland i Devon. Ett mord sker, Arlena Stuart Marshall är den döda kvinnan. Polisen underrättas om att överste Weston är polischef i den närmaste staden Lethercomb på fastlandet. Poirot börjar undersöka saken tillsammans med översten, som är en äldre vän till honom. Gästerna på hotellet på ön tillfrågas. På brottsplatsen upptäcker Poirot en gömd grotta där han hittar en burk heroin. Han fortsätter att utreda vilken hotellgäst som kunde begå detta mord, de flesta av gästerna har ett alibi. Det är bara Stephen Lane, major Barry och Horace Blatt som saknar alibi. Ett annat mord många år tidigare hade vissa likheter med detta fall, Alice Corrigan hade strypts tidigare och mördaren hittades aldrig. Poirot lyckas bevisa att Patrick Redfern, en av hotellets gäster, är Edward Corrigan och mördade Arlena. Han och hans fru Christine grips som brådskande misstänkta. Christine låtsades vara Arlena och lade sig på stranden, till synes död. När Patrick och en annan gäst på hotellet rodde förbi stranden såg de Christine, utklädd till Arenna, ligga på stranden och ropade på hjälp. Patrick gick in i grottan, ströp Arlena och lade henne på stranden. Motivet för den ökände kvinnomördaren och hans medbrottsling: pengar och juveler som de stulit från de mördade.
Till skillnad från de andra två Christie-adaptionerna av The Adventure Company (Agatha Christie: Murder on the Orient Express och And Then There Were None) är spelets handling nära baserad på delar av romanen, i synnerhet presenteras samma förövare i slutet och spelaren kontrollerar inte en karaktär som inte nämns i romanen, utan för första gången direkt detektiven Hercule Poirot. Den största skillnaden mot romanen är att Hercule Poirot redan har upplevt handlingen i spelet och beskriver den efteråt för sin vän Hastings. I flera sekvenser tar spelaren kontroll över kapten Hastings i Poirots lägenhet i London och kan på så sätt påverka utgången av fallet på olika sätt.

## Mottagande
Recensionerna av Evil Under the Sun varierade från blandade till negativa. GameRankings och Metacritic gav det betyget 69% och 66 av 100 för PC-versionen, och 49% och 46 av 100 för Wii-versionen.